# Danny Wagner
Daniel Robert Wagner, dit Danny Wagner, est un musicien américain né le 29 décembre 1998 à Flint (Michigan, États-Unis. Il est le batteur du groupe de rock américain Greta Van Fleet composé également de Josh Kiszka (chanteur), Jake Kiszka (guitariste) et de Sam Kiszka (bassiste et claviériste).

## Biographie

### Jeunesse
Danny Wagner grandit à Frankenmuth (Michigan, États-Unis) en compagnie de sa sœur Josie Wagner. Il est, très jeune, attiré par la musique. Ses parents, Dan Wagner (père) et Lori Gunterman-Wagner (mère), lui ont très tôt permis d'avoir à sa disposition divers instruments. Il a débuté par la guitare, instrument toujours prédominant pour lui puisqu'il accompagne parfois Jake Kiszka à la guitare électro-acoustique lors de prestations radio. Son père a déclaré que c'est Danny qui a joué le solo de guitare de la chanson Flower Power lors de l'enregistrement de l'EP From The Fires.
Parallèlement, il apprend la batterie. Il a déclaré dans une interview donnée à Modern Drummer Magazine avoir également appris à jouer du cor français, du piano, de la mandoline et de la basse. Il fera partie du groupe de musique de son collège puis de son lycée.
Danny Wagner a une autre corde à son arc. En effet, il a des prédispositions pour le golf. Il a intégré l'équipe de golf de son lycée et a remporté une compétition régionale avec ses coéquipiers. Il a hésité à se lancer dans une carrière sportive mais le groupe a pris le dessus. Il aime encore y jouer lorsqu'il le peut.

### Personnalité
Il déclare dans une interview donnée au site internet Error 404 qu'en tant que batteur ses influences sont John Bonham (Led Zeppelin), Keith Moon (The Who), Buddy Rich, Mitch Mitchell (Jimi Hendrix Experience), Ginger Baker (Cream) et Ringo Starr (The Beatles). Il explique d'ailleurs s'identifier à ce dernier pas uniquement par rapport à la technique du jeu mais sur le fait que Ringo Starr a intégré les Beatles en dernier alors que John Lennon, Paul McCartney et George Harrison se connaissaient déjà très bien. Cela a été le cas également pour Danny ayant intégré le groupe un peu plus tard et les trois autres membres de Greta Van Fleet étant frères.

### Greta Van Fleet
Le groupe, formé en 2012, est initialement composé de Josh Kiszka, Jake Kiszka, Sam Kiszka et Kyle Hauck, un ami. Ce dernier décide de ne pas poursuivre dans cette voie. Il est remplacé par Danny en 2013. Les frères Kiszka connaissent bien Danny car il vient parfois jouer de la guitare avec Jake et partage les bancs de l'école avec Sam.
Il déclare que le fait de savoir jouer de plusieurs instruments est un avantage pour lui. Cela lui permet d'apporter une perspective différente et une plus grande variété d'idées aux chansons de Greta Van Fleet.

### Engagement dans diverses causes avec Greta Van Fleet
Avec le groupe, Danny soutient des associations caritatives, humanitaires ou du domaine de la musique en faisant des dons notamment pendant la pandémie de coronavirus.
Après le meurtre de George Floyd le 25 mai 2020, avec les autres membres du groupe il s'exprime pour soutenir le mouvement Black Lives Matter.
En octobre 2020, le groupe signe un corset qui sera par la suite mis aux enchères au profit de malades du cancer du sein du Hurley Medical Center (Flint, Michigan). Le même mois, ce sera une guitare revêtue de l'autographe de chaque membre du groupe qui sera mise aux enchères au profit de la Frankenmuth Historical Association.
En novembre 2020, le groupe collabore avec la marque Happy Earth en mettant en vente une gourde réutilisable (édition limitée à 100 exemplaires) à l'effigie de leur single My Way, Soon. Les profits sont destinés au soutien de causes écologiques.

## Discographie

### Albums studio
- 2018 : Anthem of the Peaceful Army (Republic Records)
- 2021 : The Battle at Garden's Gate (Republic Record)

### EP
- 2017 : Black Smoke Rising (Republic Records)
- 2017 : From the Fires (Republic Records)

### Single
- 2019 : Always There (Republic Records)

## Distinctions
- 2017 : Meilleurs Nouveaux Artistes aux Loudwire Music Awards.
- 2019 : Meilleur Album Rock aux Grammy Awards avec From the Fires.
- 2019 : Chanson Rock de l'année au iHeartRadio Music Awards avec Safari Song.
- 2019 : Meilleur Album Etranger aux Fryderyk Awards avec Anthem of the Peaceful Army.